# 基沃爾
基沃爾是委內瑞拉的城鎮，由拉臘州負責管轄，位於該國西北部，始建於1620年，面積768平方公里，海拔高度700米，每年平均降雨量約400至500毫米，主要經濟活動是農業、畜牧業和旅遊業，2007年人口70,536。